# 수성아트피아
수성아트피아는 대한민국 대구광역시 수성구 무학로 180에 위치한 대구광역시의 문화 예술 공연장이다. 수성문화재단에서 운영하고 있으며,  2022년 1월 리모델링에 착수해, 1년 5개월의 리모델링을 끝내고 2023년 5월 재개관하였다. 기획전과 지역작가초대전, 후원전, 신진작가전 등 다양한 전시와 예술아카데미가 있는 수성구의 대표적인 문화 시설이다.

## 연혁
- 2001. 3. 23 건립부지 확정
- 2002. 4. 26 지방재정투융자 심사
- 2003. 5. 7 도시계획시설사업실시인가
- 2004. 1. 14 기본 및 실시설계
- 2004. 2. 10 건축허가
- 2004. 5. 28 착공
- 2004. 8. 30 기공식
- 2005. 11. 15 골조공사 완료
- 2006. 5. 16 수성아트피아 명칭 제정
- 2006. 8. 27 준공
- 2006. 9. 22 수성아트피아 사업소 설치
- 2006. 12.14 김성열 초대 관장 취임
- 2007. 4. 30 개관식 및 축하공연
- 2007. 5.1~ 5.31 수성아트피아 개관, 대한민국 名品 페스티벌
- 2007. 5 2007년도 우수건축상 수상
- 2008. 5 개관1주년 기념 페스티벌, 대한민국 명품 연극展
- 2009. 5 ~ 6 수성아트피아 세계걸작 대구 초연展
- 2009. 6. 10 전국문예회관연합회 운영우수사례, 문화체육관광부장관상 수상
- 2009. 11. 2 배선주 2대 관장 취임
- 2011. 12. 5 최현묵 3대 관장 취임
- 2012. 2. 6 비전 '함께하는 대한민국 명품 아트센터' 및 미션 '봉사하는 아트센터','수준 높은 아트센터','고효율의 아트센터' 발표
- 2012. 5. 3 수성아트피아 개관5주년 기념식 및 MEMORIAL홀 개관
- 2012. 5. 19 예술사랑석(아르떼,아모르) 좌석제 적용 시행
- 2014. 2. 13 유원희 4대 관장 취임
- 2016. 9. 1 김형국 5대 관장 취임

## 시설

### 공연 시설[2]

#### 대극장 (용지홀)
총 객석수 1,159석을 자랑하는 수성아트피아의 대표적인 공연장. 클래식, 오케스트라 공연을 비롯해 연극, 무용, 뮤지컬, 콘서트까지 제한 없이 다양한 공연을 선보이는 공간이다.

#### 소극장 (무학홀)
301석 규모의 소극장으로, 리사이틀 및 소규모 공연에 최적화되어있는 공연장이다. 관객과 소통하는 공연이 주로 펼쳐진다.

### 편의 시설
최대 409㎥ 규모의 전시실 (1전시실, 2전시실)과 강의실, 라운지 등이 있다.

## 상주예술단체

#### 수성구 여성합창단
1991년 주부합창단으로 창단되어 현재 창단 32주년을 맞았다. 합창을 통해 지역 문화예술의 다채롭고 풍요로운 문화복지 향상에 힘쓰고 있으며, 다양한 음악 봉사 활동을 통해 지역 사회의 삶의 질을 높이는 데 기여하고 있다.

#### 소년소녀합창단
TBC와 수성아트피아가 함께 지역 어린이들의 문화 소양 함양과 예술적 감수성 계발을 위해 2011년 11월 창단하였다.
수성아트피아 기획공연 및 정기연주회, TBC 등 여러 방송 프로그램에 출현하였으며, 2022년 국립합창단 주최 <제4회 전국소년소녀합창경연대회-동상>, 2022년<수성못페스티벌-개최 유공 단체상 수상>등, 최근들어 여러 성과를 이루고 있다.

#### 청소년오케스트라
문화체육관광부가 주최하고 한국문화예술교육진흥원이 주관하는 문화예술 사업. 2013년부터 수성아트피아에서 거점기관으로 선정되어 운영되고 있다. 현악기, 목관악기, 금관악기, 타악기로 구성된 수성청소년오케스트라는 정기 음악 교육, 여름 음악 캠프, 기량 향상 음악회 및 찾아가는 음악회 등 다양한 프로그램을 운영하고 있다.

#### 솔로이스츠
2023년 7월 창단된 남성중창단. 국내외에서 활발하게 활동하고 있는 전문 남성 성악가들로 구성되었다.

#### 노보필하모닉오케스트라
2024년 수성아트피아 상주단체로 선정되어 기획공연, 교육프로그램, 사회공헌프로그램 등다양한 콘텐츠를 선보이며 활동하고 있다.

## 교통
버스 노선으로는 400, 400-1, 402, 403, 449, 604, 814번이 있으며, 지하철로는 2호선 범어역에서 하차 후 814번 버스로 환승하거나, 3호선 수성못역에서 접근할 수 있다.